# Enseignement privé en France

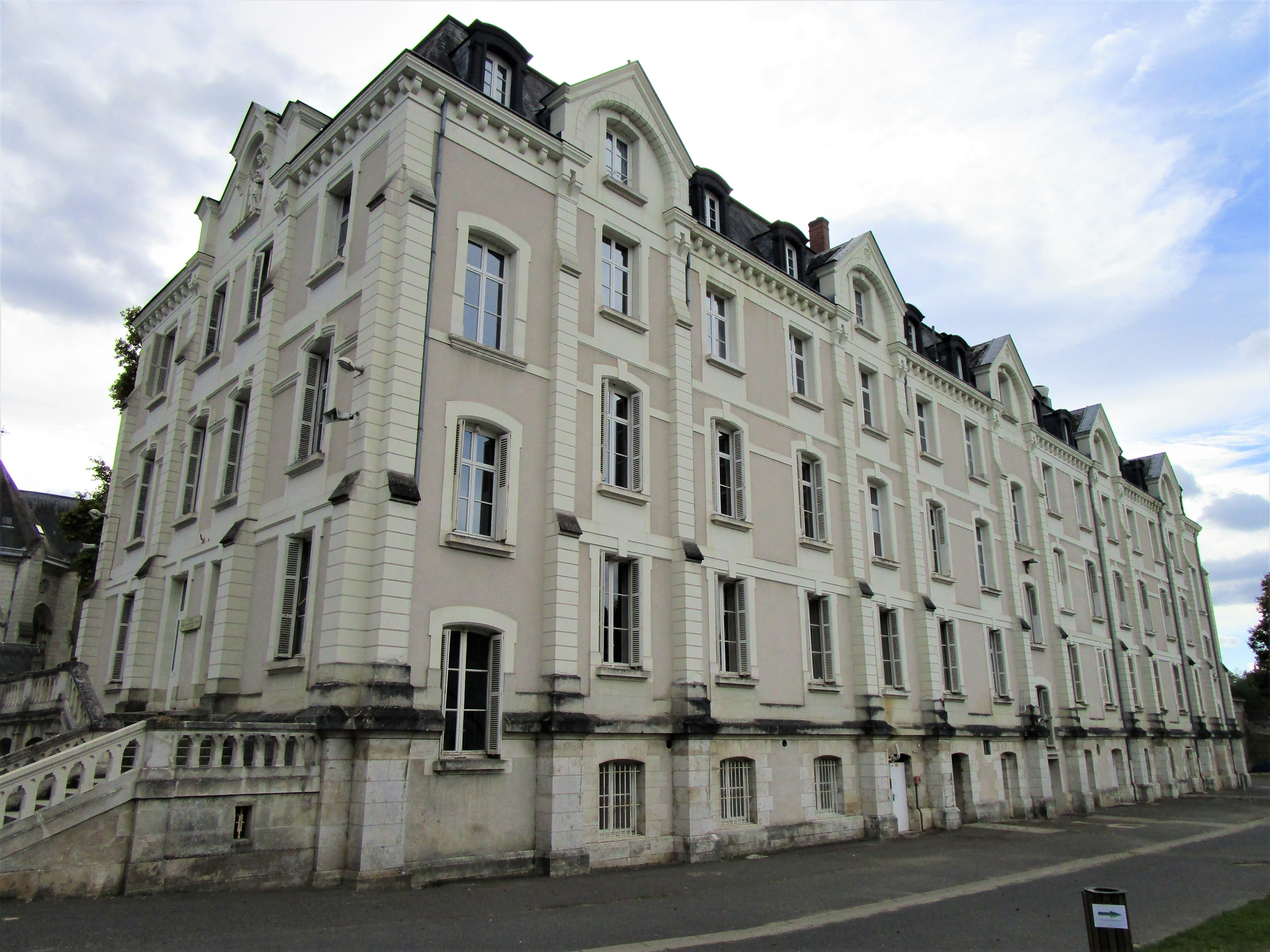
L'Institution Marmoutier de Sainte-Radegonde, à Tours.

Cet article traite de l'enseignement privé en France pour le primaire et le secondaire. L'enseignement supérieur fait l'objet de l'article enseignement supérieur privé en France.
En France, la liberté d'enseignement fait partie des principes fondamentaux. L'enseignement libre existe à tous les niveaux : écoles maternelles et élémentaires, collèges et lycées (enseignement secondaire général ou technique). L'ouverture d'une école est simplement soumise à une déclaration préalable.
L'enseignement privé existe sous quatre formes :
1. Enseignement privé sous contrat d'association avec l'État, la plus importante ;
2. Enseignement privé sous contrat simple ;
3. Enseignement privé hors contrat ;
4. Enseignement familial par la famille.

Sur les 13 millions d'élèves en France, environ 17 % sont scolarisés dans l'enseignement privé. 97 % de ceux-ci le sont dans des établissements privés sous contrat, et 3 % dans des établissements privés hors contrat. 97 % relèvent du privé de l'enseignement catholique.

## Histoire
Jusqu'au début du XIXe siècle, l'enseignement privé est courant. L'université dispose de privilèges judiciaires importants, très protecteurs.
La question de l'enseignement privé en France naît en 1806, lorsque Napoléon Ier fait de l'Université un monopole d'État sur l'enseignement. Les écoles sont conçues comme des casernes, les enseignants devant tous enseigner la même chose au même moment partout en France.
Jusqu'à la fin du XXe siècle, cette question est l'objet de vifs débats entre les tenants du monopole de l'enseignement public et les défenseurs de l'enseignement privé, qui considèrent la possibilité d'avoir des établissements privés comme une conséquence naturelle des libertés de conscience, d'expression et d'association.
- 10 mai 1806 : loi de création de l'Université napoléonienne[4] ;
- 17 mars 1808 : décret définissant le monopole de l'Université sur l'enseignement primaire, secondaire et supérieur[5] ;
- 28 mars 1833 : loi Guizot, instaurant la possibilité d'existence de l'enseignement primaire privé ;
- 15 mars 1850 : loi Falloux, renforçant la possibilité d'existence de l'enseignement primaire privé et instaurant celle de l'enseignement secondaire ;
- 12 juillet 1875 : autorisation de la création de facultés privées ;
- 18 mars 1880 relative à l'enseignement supérieur privé et interdisant l'usage du terme « université » pour les établissements d'enseignement supérieur privés ;
- 28 septembre 1951 : loi Marie, qui permet de faire bénéficier de bourses d'État les élèves de l'enseignement privé ;
- 31 décembre 1959 : loi Debré, modifiée mais pour l'essentiel toujours en vigueur (voir supra).
- 25 novembre 1977 : loi Guermeur, par laquelle l'État finance des mesures sociales pour les enseignants du secteur privé. Loi partiellement annulée par la gauche au pouvoir.
- juin 1984 : projet de réforme d'Alain Savary : regroupement des enseignements privés et publics. À la suite du mouvement de l'École libre de 1984, le projet est retiré, et entraîne la chute du gouvernement Pierre Mauroy.
- 28 octobre 2009 : loi Carle, qui institue un forfait communal pour subventionner les élèves scolarisés hors de leur commune de résidence.

La possibilité pour les structures privées d'enseigner fait partie des principes fondamentaux reconnus par les lois de la République (décision du Conseil constitutionnel du 23 novembre 1977). Restreindre la liberté d'enseigner n'est donc légalement possible que pour des motifs d'au moins égale valeur constitutionnelle ; par exemple, l'obligation d'assurer à chaque enfant une éducation correcte.
Trois lois au sein du Code de l'éducation, fixent le cadre dans lequel l'enseignement privé peut s'exercer :
- loi du 30 octobre 1886 pour l'enseignement primaire ;
- loi du 15 mars 1850 pour l'enseignement secondaire ;
- loi du 25 juillet 1919 pour l'enseignement technique.

Les rapports actuels entre l'État et les établissements privés sont quant à eux fixés par la loi du 31 décembre 1959 dite « Loi Debré » que l'on trouve dans le Code de l'éducation.
Stricto sensu, les lois fixent les principes selon lesquels l'État se comporte avec chaque établissement ou, éventuellement, avec son personnel. L' « enseignement privé » dans son ensemble est reconnu à travers des organes consultatifs pour lesquels il désigne des représentants.

## Enseignement secondaire privé
Le système éducatif français dépend essentiellement de la compétence du ministre de l'Éducation nationale. Il y a cependant certains établissements d'enseignement qui dépendent d'autres ministères, tels ceux de l'enseignement agricole.
Le régime de l'enseignement privé des premier et second degrés est principalement organisé par la loi Debré du 31 décembre 1959, qui distingue trois types d'établissements d'enseignement privés, selon leurs rapports juridiques et financiers avec l'État, via la contractualisation :
- les établissements privés sous contrat d'association avec l'État (voir ci-dessous) ;
- les établissements privés sous contrat simple ;
- les établissements privés hors contrat, qui sont libres du contenu des enseignements dispensés dans la limite du respect de l'obligation scolaire.

L'enseignement privé sous contrat a des obligations partiellement analogues, dès lors que le personnel enseignant est rémunéré par l'État. L'établissement demande une participation des familles (de 100 à 1 000 euros/an) pour aider au financement des biens immobiliers. Les autres personnels sont payés par les régions via des « forfaits d'externat ».
Si l'établissement est sous contrat d'association — par opposition au contrat simple — il reçoit également une contribution de la collectivité locale concernée, calculée selon le nombre d'élèves accueillis.
Les établissements privés hors contrat sont rares, généralement payants. Ils ne sont pas assujettis aux mêmes obligations.
Un établissement est dit hors contrat lorsqu'il s'agit d'un établissement privé qui n'a pas de relations contractuelles avec l'État hors l'application de la législation générale. Parmi les rares écoles de ce type existant en France, quelques-unes mettent en application des méthodes pédagogiques innovantes[réf. nécessaire].

### Rapports de tutelle et d'organisation
Aux termes du statut de l'enseignement catholique promulgué par les évêques en 1992 et actualisé en 2013, des organismes de gestion de l'enseignement catholique (OGEC) constituent le support juridique des écoles catholiques (en tant qu'association loi de 1901) et sont les signataires d'un contrat d'association avec l'État. La reconnaissance par l'Église passe par l'autorité de tutelle : le directeur diocésain de l'Enseignement catholique ou la congrégation religieuse qui a nommé le chef d'établissement.

## Reconnaissance par l'État

### Conditions de création d'un établissement privé du premier et second degré
La création d'un établissement privé doit être déclarée aux autorités compétentes.
Si la demande est faite par un ressortissant étranger (hors Union européenne) il faut obtenir une autorisation, après avis du Conseil académique de l'Éducation nationale.
Les établissements privés préparent en général leurs élèves aux examens officiels en vue d'obtenir les diplômes délivrés par l'État, qui a le monopole des grades et titres universitaires.

### Établissements sous contrat
La signature d'un contrat entre l'État et un établissement scolaire privé, qui conservera son « caractère propre », nécessite que l'enseignement y soit fait « dans le respect total de la liberté de conscience » et que « tous les enfants sans distinction d'origine, d'opinion ou de croyances » y aient accès.
Les établissements sous « contrat simple » ne peuvent être que des écoles primaires. Ils sont soumis au contrôle pédagogique et au contrôle financier de l'État. Leurs enseignants, appelés maîtres agréés, sont des salariés de droit privé, ayant un contrat de travail avec leur établissement privé, bien qu'ils soient rémunérés par l'État.
Les établissements sous « contrat d'association » sont soumis aux règles et aux programmes de l'enseignement public en matière d'enseignement. Le contrat suppose qu'ils répondent à un « besoin scolaire reconnu ». Les enseignants sont soit des fonctionnaires (maîtres titulaires de l'enseignement public, très peu nombreux), soit des maîtres contractuels (les plus nombreux). Ces derniers sont soumis aux mêmes exigences de diplômes que leurs homologues de l'enseignement public et recrutés par des concours distincts. Ils sont rémunérés par l'État selon les mêmes grilles indiciaires. Leur recrutement se fait par la direction de l'établissement. Mais leurs retraites dépendent du régime général et de caisses de retraites complémentaires, ce qui a induit, jusqu'aux dernières réformes, une différence tant dans la rémunération nette (taux de cotisations plus fort) que dans les droits à retraite (retraites ordinairement nettement plus faibles).
Pour les établissements privés sous contrat d'association, l'État assume donc les mêmes charges que pour les établissements publics. Celles-ci ont été fixées, par élève, par arrêté du 15 octobre 2009. L'origine des financements a été confié par le législateur aux collectivités territoriales :
- communes pour l'enseignement maternelle et élémentaire ;
- départements pour les collèges ;
- régions pour les lycées.

#### Statut des enseignants
Dans son rapport Gérer les enseignants autrement de mai 2013, la Cour des comptes indique que les enseignants sont, pour la plupart, fonctionnaires de l’État dans l’enseignement public et, dans l’enseignement privé sous contrat d'association, titulaires d’un contrat de droit public avec l’État, qui les rémunère. Les grandes distinctions statutaires et les conditions d’exercice différenciées des enseignants du secteur public sont en partie valables pour les titulaires de l’enseignement privé sous contrat, compte tenu du principe de parité de gestion entre enseignement public et enseignement privé sous contrat retenu par la loi (article L. 914-1 du code de l’éducation).
Depuis l'entrée en vigueur de la loi no 2005-5 au 1er septembre 2005, les maîtres contractuels de l'enseignement privé sous contrat d'association ne bénéficient donc plus d'un contrat de travail de droit privé avec leur établissement privé comme auparavant. Par sa Décision no 2013-322 QPC du 14 juin 2013, le Conseil Constitutionnel a déclaré conforme à la Constitution la disposition législative supprimant ces contrats de travail.
Pour accéder à un emploi d’enseignant titulaire dans l’enseignement public ou à un contrat définitif dans l’enseignement privé sous contrat, il est nécessaire de réussir un des concours de l’enseignement scolaire, le CAFEP (équivalent au CAPES). Les épreuves sont identiques. Ils doivent cependant opter, dès leur inscription aux concours, pour le type d’enseignement où ils exerceront leurs fonctions. Toutefois, depuis la loi Debré, les fonctionnaires, maîtres de l'enseignement public, peuvent être affectés par l'administration dans l'enseignement privé sous contrat d'association, sous réserve de leur accord et de celui du chef d'établissement privé.
Dans son rapport de mai 2013, la Cour des comptes compare les rémunérations des enseignants en 2011 : « Les enseignants du secteur privé sous contrat ont un traitement brut comparable à celui des enseignants du secteur public, mais un traitement net moyen inférieur du fait de cotisations sociales plus élevées. (…) les enseignants du privé en sous-service ne sont rémunérés que pour les heures de cours assurées, alors que dans le public ils sont rémunérés sur la base du plein temps ».

#### Financement
Le poste immobilier, bâtiments et personnel d'entretien, constitue la plus grosse charge, notamment s'il y a un internat. Bien que la loi prévoie que les dépenses de fonctionnement des classes sous contrat d'association soient « prises en charge dans les mêmes conditions que celles des classes correspondantes de l'enseignement public », il reste possible à une collectivité d'évaluer le besoin plus ou moins pressant pour les opérations non couvertes par le « forfait d'externat » (contribution forfaitaire versée par les collectivités locales), et les élèves scolarisés dans la collectivité voisine peuvent être ignorés aussi bien par celle de résidence que celle de scolarisation.
En outre, les collectivités ne contribuent pas aux activités que l'établissement fixe lui-même :
- les activités non inscrites dans les programmes officiels ;
- les activités confessionnelles.

Du fait du financement public, les charges que les parents doivent supporter restent en moyenne modiques (entre 400 et 750 euros/an). En 2016, les frais de scolarité annuels s'élèveraient en moyenne à 366 euros par an en maternelle et 650 euros par an au collège. « À la rentrée 2018, la contribution des familles s'élevait en moyenne à 389 € pour un élève en maternelle, 390 € en élémentaire, 763 € au collège, et 1176 € au lycée ». En outre, le tarif est parfois modulé en fonction des ressources de la famille.

### Établissements privés hors contrat
Tous les établissements privés (hors contrat ou sous contrat) sont soumis à un régime d'inspection. Le Comité national d'action laïque (CNAL) a étudié 164 rapports et constaté de nombreuses dérives, qui selon lui ne sont pas sanctionnées par l'administration de l'éducation nationale.
Pour les écoles hors contrat, cette inspection porte sur :
- les titres exigés des directeurs et des maîtres ;
- l'obligation scolaire ;
- l'instruction obligatoire dont le contrôle a été renforcé par une loi du 18 décembre 1998, mais ces établissements sont libres d'adopter ou non le programme scolaire défini par l’Éducation nationale ;
- le respect de l'ordre public et des bonnes mœurs ;
- la prévention sanitaire et sociale.

En revanche les aspects administratif et financier ne sont pas contrôlés par l'État.

## Statistiques

### Effectifs
L'enseignement privé scolarisait en 2005 environ 2 167 000 élèves,, :
- 317 000 élèves en maternelle ;
- 565 000 en élémentaire ;
- 655 000 en collège ;
- 301 000 en lycée (filière générale et technologique) ;
- 139 000 en lycée professionnel ;
- 108 000 en établissements d'enseignement agricole (collège et lycée) ;
- 56 000 en lycée post-bac ;
- 26 000 dans divers « Dispositifs spécifiques de scolarisation » (handicapés etc.).

En 2012-2013, l'enseignement privé accueillait 2 051 700 élèves, soit 16,9 % du total de 12 140 800 élèves recensés par le ministère de l’Éducation nationale.

### Effectifs par confession
En 2014, il existait en France environ 9 000 établissements catholiques (dont 7 300 sous contrat) accueillant deux millions d'élèves. Pour la communauté juive 300 écoles, collèges et lycées sous contrat scolarisaient environ 30 000 élèves, et une soixantaine d'établissements privés musulmans (dont 5 sous contrat) scolarisent 2 000 élèves,,.

## Comparaison de l'enseignement public et privé
Plusieurs études, notamment du ministère de l’Éducation nationale et de la Cour des comptes, ont comparé le fonctionnement des établissements dans le public et dans le privé.
En 1991, une recherche de Gabriel Langouët et Alain Léger indiquait que le secteur privé était un lieu de meilleure réussite pour les enfants des classes populaires. En 2010 encore, ils estimaient que « le secteur privé a continué à réduire plus vite que le secteur public les inégalités sociales de réussite », Cependant, ce n'est valable que pour les enfants de milieu populaire qui réussissent à s'y inscrire.
Pour Laurent Frajerman, si les résultats bruts des élèves de l’enseignement privé sont meilleurs que ceux du public, cela s'explique par le fait que les publics accueillis ont un IPS supérieur et témoignent donc de meilleures dispositions envers l’institution scolaire. On peut évoquer également un effet positif du consumérisme scolaire, les parents s’impliquant plus. Le climat scolaire est également meilleur. Bref, « le principal atout du privé n’est pas son fonctionnement mais sa clientèle : des élèves connaissant leur métier d’élève ».
PISA démontre que l’enseignement privé, alors qu’il bénéficie de ces conditions favorables, est moins performant que le public à élèves comparables : « Après prise en compte du profil socio-économique des élèves et des établissements, l'avantage des établissements privés disparaît et les élèves des établissements publics obtiennent des résultats en mathématiques supérieurs de 21 points à ceux des élèves des établissements privés (la différence moyenne de l'OCDE est de 11 points en faveur des établissements publics) ».

### Inégalité à l'accès
La loi Debré prévoit que dans son article 1 que « tous les enfants y ont accès sans distinction d'origine ou de croyance ». En 2009, d'après un sondage de l'Institut CSA, 30 % des Français jugent que les écoles privées sont accessibles aux populations défavorisées. Pierre Merle remet en question cet égal accès en remarquant en 2016 une très faible représentation des élèves pauvres[réf. nécessaire]. L'INSEE et la DEPP confirme l'embourgeoisement et l'augmentation de la ségrégation des collèges sous contrat en septembre 2018, phénomène observé en particulier dans les agglomérations,. À la rentrée 2009-2010, d'après le ministère de l’Éducation nationale, 11 % des collégiens et 13 % des lycéens du privé ont bénéficié de bourses nationales, contre respectivement 28 % et 25 % dans le public.
Les indices de position sociale des établissements, dévoilés par le gouvernement en 2022 à la suite d’un recours déposé devant le tribunal administratif de Paris, montrent que le secteur privé concentre les élèves les plus favorisés: 61 % des collèges dans les 10 % dont l’IPS est le plus élevé, 81 % des 100 collèges aux plus hauts IPS, et 90 % des 10 premiers sont des établissements privés.

### Coût pour les contribuables
En 2023, l'ensemble des dépenses de l'enseignement privé est financé aux trois-quarts par de l'argent public, le temps passé devant élève est financé intégralement,,. Un tel niveau de subvention est exceptionnel dans les pays de l'OCDE. Le fait que les écoles privées soient financées très majoritairement par de l'argent public - alors que ses usagers ont généralement les moyens de payer - est à l'origine de débats au sein de l'opinion :
- Une partie des frais de scolarité dans l'enseignement privé restant supportée directement par les familles, le coût par élève - pour l’État - est sensiblement plus élevé dans l'enseignement public que dans l'enseignement privé. Cette différence de coût prend en compte les charges d'investissement qui sont supportées directement par les parents dans l'enseignement privé.
- la Cour des comptes propose en 2018 d'introduire des critères de mixité sociale dans le financement des établissements privés sous contrat. Une proposition de loi est déposée dans ce sens par le sénateur communiste Pierre Ouzoulias[41].
- Diverses affaires[42] tendent à montrer que des établissements privés ne respectent pas les règles du ministère : heures de cours raccourcies, flou sur le nombre d'élèves (qui détermine le financement public), imposition d'une heure de travail bénévole dénoncée par des syndicats[43]… En juin 2023, la Cour des comptes recommande de renforcer et programmer les contrôles au niveau des rectorats[44].